# Patricia Riveras Tobia
Patricia Riveras Tobia (Barcelona, 6 d'abril de 1969) és una escultora catalana establerta a Mallorca.
La seva obra Liberación va ser seleccionada el 2009 per a l'exposició del III Premi d'Escultura Ciudad de Badajoz.
Patricia Riveras va participar amb quatre peces de terracota en l'exposició «Un segle d'escultura catalana», que va organitzar el Museu Europeu d'Art Modern de Barcelona el 2013. L'objectiu de l'exposició era mostrar l'evolució de l'escultura figurativa catalana des de finals del segle xix fins a l'actualitat. El mateix MEAM va incloure obra de Riveras en l'exposició «Dones artistes avui», que es va presentar el 2018.
L'any 2016 el museu modernista de Sóller Can Prunera va organitzar l'exposició «Llums i ombres», amb una trentena d'obres de Patrícia Riveras. Ha fet altres exposicions individuals, com ara Pròleg (Barcelona 2008). Ha participat en col·lectives com ara a Guernsey (Illes del Canal).
El cartell de la XLIX Universitat Catalana d'Estiu va basar-se en una obra de Riveras.
Patrícia Riveras va estar casada amb el cantautor mallorquí Tomeu Penya. La parella va casar-se el 2015 i va separar-se l'estiu de 2017.